# Sof'ja Garrel'
Sof'ja Garrel' (Mosca, 17 ottobre 1904 – Mosca, 16 gennaio 1991) è stata un'attrice sovietica.

## Filmografia parziale

### Attrice
- Odna radost' (1933)
- Le anime morte (1960)
- Vivremo fino a lunedì (1968)

## Premi
- Artista onorato della RSFSR
- Artista popolare della RSFSR
- Ordine del distintivo d'onore